# Mário Hipólito
Mário Hipólito Damião (Luanda, Luanda, Angola, 1 de junio de 1985), más conocido como Mário, es un exfutbolista angoleño. Jugaba como guardameta y su último equipo fue el Kabuscorp Sport Clube do Palanca de la Girabola de Angola.

## Trayectoria
Mário debutó en el Grupo Desportivo Interclube en 2003, club con el que jugó más temporadas y ganó la Supercopa de Angola de 2012. Años después, en 2014 jugó para Bravos do Maquis. Un año más tarde fichó para el Kabuscorp Sport Clube do Palanca disputando su última temporada.

## Selección nacional
Fue internacional con la selección de fútbol de Angola en cinco ocasiones. Fue convocado a la Copa Mundial de Fútbol de 2006 y la Copa Africana de Naciones 2008 sin la posibilidad de disputar partidos. Años después, en 2015 participó en la Clasificación para el Campeonato Africano de Naciones de 2016, ayudando a clasificar a su país al torneo. En el mismo año participó en un partido de la Clasificación para la Copa Africana de Naciones de 2017 contra Madagascar, cuyo resultado fue un empate sin goles.

### Participaciones en Copas del Mundo
| Mundial                        | Sede     | Resultado    | Partidos | Goles |
| ------------------------------ | -------- | ------------ | -------- | ----- |
| Copa Mundial de Fútbol de 2006 | Alemania | Primera fase | 0        | 0     |

## Estadísticas

### Clubes
Actualizado al fin de su carrera deportiva.
| Club | Div.          | Temporada     | Liga  | Liga  | Copas nacionales(1) | Copas nacionales(1) | Copas internacionales(2) | Copas internacionales(2) | Total(3) | Total(3) |
| Club | Div.          | Temporada     | Part. | Goles | Part.               | Goles               | Part.                    | Goles                    | Part.    | Goles    |
| --- | ------------- | ------------- | ----- | ----- | ------------------- | ------------------- | ------------------------ | ------------------------ | -------- | -------- |
| Inter Luanda Angola | 1.ª           | 2003-2010     | ?     | ?     | ?                   | ?                   | ?                        | ?                        | ?        | ?        |
| Inter Luanda Angola | 1.ª           | 2011          | —     | —     | 1                   | 0                   | —                        | —                        | 1        | 0        |
| Inter Luanda Angola | 1.ª           | 2012          | 7     | 0     | —                   | —                   | —                        | —                        | 7        | 0        |
| Inter Luanda Angola | 1.ª           | 2013          | 13    | 0     | —                   | —                   | —                        | —                        | 13       | 0        |
| Inter Luanda Angola | Total club    | Total club    | 20    | 0     | 1                   | 0                   | 0                        | 0                        | 21       | 0        |
| Bravos do Maquis Angola | 1.ª           | 2014          | 21    | 0     | —                   | —                   | —                        | —                        | 21       | 0        |
| Bravos do Maquis Angola | Total club    | Total club    | 21    | 0     | 0                   | 0                   | 0                        | 0                        | 21       | 0        |
| Kabuscorp Angola | 1.ª           | 2015          | 21    | 0     | —                   | —                   | 2                        | 0                        | 23       | 0        |
| Kabuscorp Angola | 1.ª           | 2016          | 19    | 0     | —                   | —                   | —                        | —                        | 19       | 0        |
| Kabuscorp Angola | Total club    | Total club    | 40    | 0     | 0                   | 0                   | 2                        | 0                        | 42       | 0        |
| Total carrera | Total carrera | Total carrera | 81    | 0     | 1                   | 0                   | 2                        | 0                        | 84       | 0        |
| (1) Incluye datos de Copa de Angola (2011). (2) Incluye datos de la Liga de Campeones de la CAF (2015). (3) No incluye goles en partidos amistosos. |               |               |       |       |                     |                     |                          |                          |          |          |

## Palmarés

### Títulos nacionales
| Título              | Club         | País   | Año  |
| ------------------- | ------------ | ------ | ---- |
| Girabola            | Inter Luanda | Angola | 2010 |
| Supercopa de Angola | Inter Luanda | Angola | 2012 |